# Lutych–Bastogne–Lutych
Lutych–Bastogne–Lutych (francouzsky Liège–Bastogne–Liège), také La Doyenne (francouzsky Nejstarší) je nejstarší jednodenní cyklistický závod a jeden z pěti takzvaných Monumentů. Dalšími jsou Milán – San Remo, Kolem Flander, Paříž–Roubaix a Giro di Lombardia.
Závod se koná ve valonské části Belgie, každý rok na konci dubna. Jeho kopcovitý profil z něho dělá jeden z nejtěžších závodů z cyklistických klasik. Zejména ve druhé polovině závodu vede trasa přes pohoří Ardeny, napříč hlubokými údolími řek. Tato stoupání jsou relativně krátká, ale velmi strmá.
Nejvíce vítězství v závodě drží Eddy Merckx, který mezi lety 1969 a 1975 vyhrál celkem 5×.

## Seznam vítězů
| 1893 Léon Houa 1892 Léon Houa 1894 Léon Houa 1908 André Trousselier 1909 Victor Fastre 1911 Joseph Van Daele 1912 Omer Verschoore 1913 Maurits Moritz 1919 Leon Devos 1920 Léon Scieur 1921 Louis Mottiat 1922 Louis Mottiat 1923 René Vermandel 1924 René Vermandel 1925 Georges Ronsse 1926 Dieudonné Smets 1927 Maurice Raes 1928 Ernest Mottard 1929 Alfons Schepers 1930 Hermann Buse 1931 Alfons Schepers 1932 Marcel Houyoux 1933 François Gardier 1934 Theo Herckenrath 1935 Alfons Schepers 1936 Albert Beckaert 1937 Eloi Meulenberg 1938 Gustaaf Deloor 1939 Albert Ritserveldt 1943 Richard Depoorter 1945 Jean Engels 1946 Prosper Depredomme 1947 Richard Depoorter 1948 Maurice Mollin 1949 Camille Danguillaume 1950 Prosper Depredomme 1951 Ferdinand Kübler | 1952 Ferdinand Kübler 1953 Alois De Hertog 1954 Marcel Ernzer 1955 Stan Ockers 1956 Fred De Bruyne 1957 Frans Schoubben Germain Derycke 1958 Fred De Bruyne 1959 Fred De Bruyne 1960 Albertus Geldermans 1961 Rik Van Looy 1962 Jef Planckaert 1963 Frans Melckenbeeck 1964 Willy Blocklandt 1965 Carmino Preziosi 1966 Jacques Anquetil 1967 Walter Godefroot 1968 Walter Van Sweefelt 1969 Eddy Merckx 1970 Roger De Vlaeminck 1971 Eddy Merckx 1972 Eddy Merckx 1973 Eddy Merckx 1974 Georges Pintens 1975 Eddy Merckx 1976 Joseph Bruyère 1977 Bernard Hinault 1978 Joseph Bruyère 1979 Dietrich Thurau 1980 Bernard Hinault 1981 Josef Fuchs 1982 Silvano Contini 1983 Steven Rooks 1984 Seán Kelly 1985 Moreno Argentin 1986 Moreno Argentin 1987 Moreno Argentin | 1988 Adri van der Poel 1989 Seán Kelly 1990 Eric Van Lancker 1991 Moreno Argentin 1992 Dirk De Wolf 1993 Rolf Sørensen 1994 Eugeni Berzin 1995 Mauro Gianetti 1996 Pascal Richard 1997 Michele Bartoli 1998 Michele Bartoli 1999 Frank Vandenbroucke 2000 Paolo Bettini 2001 Oscar Camenzind 2002 Paolo Bettini 2003 Tyler Hamilton 2004 Davide Rebellin 2005 Alexandr Vinokurov 2006 Alejandro Valverde 2007 Danilo Di Luca 2008 Alejandro Valverde 2009 Andy Schleck 2010 Alexandr Vinokurov 2011 Philippe Gilbert 2012 Maksim Iglinskij 2013 Dan Martin 2014 Simon Gerrans 2015 Alejandro Valverde 2016 Wout Poels 2017 Alejandro Valverde 2018 Bob Jungels 2019 Jakob Fuglsang 2020 Primož Roglič 2021 Tadej Pogačar 2022 Remco Evenepoel 2023 Remco Evenepoel 2024 Tadej Pogačar 2025 Tadej Pogačar |